# Szágy, Baranya
Szágy este un sat în districtul Hegyhát, județul Baranya, Ungaria, având o populație de 141 de locuitori (2011). 

## Demografie
Componența etnică a satului Szágy
     Maghiari (61,4%)
     Germani (19,3%)
     Romi (17,54%)
     Necunoscut (1,75%)
     Alții (1,75%)
Componența confesională a satului Szágy
     Romano-catolici (85,82%)
     Fără religie (5,67%)
     Reformați (2,84%)
     Necunoscută (5,67%)
Conform recensământului din 2011, satul Szágy avea 141 de locuitori. Din punct de vedere etnic, majoritatea locuitorilor (61,4%) erau maghiari, existând și minorități de germani (19,3%) și romi (17,54%). Apartenența etnică nu este cunoscută în cazul a 1,75% din locuitori.  Din punct de vedere confesional, majoritatea locuitorilor (85,82%) erau romano-catolici, existând și minorități de persoane fără religie (5,67%) și reformați (2,84%). Pentru 5,67% din locuitori nu este cunoscută apartenența confesională.